# تفاعل بروتون-بروتون المتسلسل

مخطط توضيحي لسلسلة تفاعلات بروتون-بروتون

تفاعل بروتون-بروتون المتسلسل  هو أحد أهم التفاعلات الجارية في مركز الشمس يتحول بها الهيدروجين إلى الهيليوم وهو يجري أيضا في النجوم وتستمد منه الشمس والنجوم طاقتها. وسلسلة التفاعل الآخرى التي تجري في الشمس والنجوم وتستمد منها طاقتها هي دورة بيته-فايتزيكر. ويغلب تفاعل البروتون-بروتون في الشمس وفي النجوم التي تبلغ كتلتها كتلة الشمس أو أصغر منها.
يتميز هذا التفاعل بانطلاق طاقة كبيرة تنشأ عن اندماج نووي للهيدروجين وينتج الهيليوم. وفي ذلك التفاعل تكون كتلة الهيليوم الناتج أقل من كتلة الهيدروجين الداخل في التفاعل بنسبة 1 % (يسمى هذا النقص نقص الكتلة). هذا النقص في الكتلة يتحول إلى طاقة طبقا لمعادلة أينشتاين عن تكافؤ الكتلة والطاقة، وهي :
E = mc²
حيث :
m الكتلة
c سرعة الضوء في الفراغ.
ويبدأ تفاعل البروتون-بروتون عند أقل درجة حرارة لازمة لحدوث الاندماج النووي. وهو تفاعل من الممكن أن يبدأ عند 3 ملايين درجة كلفن. وتكون جميع الذرات المشتركة في التفاعل متأينة، أي تكون إلكتروناتها قد انفصلت عنها بسبب الحرارة العالية (وتسمى تلك الحالة للمادة بلازما). وبسبب توافر الحرارة العالية في مركز الشمس وفي النجوم تكون حالة المادة فيها في حالة البلازما.
ويتناسب معدل إنتاج الطاقة عن طريق تفاعل بروتون-بروتون مع القوة (الأس) 6 لدرجة الحرارة. أي أنه عنما تزيد درجة الحرارة بنسبة 5 % يزيد معدل التفاعل بنسبة 34% وبالتالي تزيد الطاقة بتلك النسبة. بالنسبة إلى التفاعل الجاري في الشمس فهو يجري عند درجة حرارة تصل إلى 12 مليون كلفن وتحت ضغط عالي جداً في مركز الشمس.

## تفاعلات البدء
|  |
|  |
|  |

يبدأ التفاعل بالتحام نواتي ذرتين من الهيدروجين
1H+
لتكوين نواة الديوتيريوم
2H+,
حيث ينتج عن اندماج أحد البروتونات 1 نيوترون و 1 بوزيترون
e+ و 1 نيوترينو إلكتروني νe.
طبقا للتفاعل:
1H+ + 1H+ → 2H+ + e+ + νe + 0,42  إلكترون فولت
ينتج عن التفاعل كمية هائلة من الطاقة تبلغ 42و0 مليون إلكترون فولت (MeV).
ولكي تتغلب البروتونات الداخلة في التفاعل ذات الشحنة الموجبة على قوى التنافر بينهما (قوة كولوم) فلا بد من أن تكون طاقة لحركة للبروتونات عالية. ويجري هذا التفاعل في الشمس بطريقة مستمرة. ولو كان معدل سريان التفاعل أكبر من ذلك لاستهلكت الشمس ما فيها من هيدروجين أسرع كثيرا. ويحمل النيوترينو جزءا من الطاقة قدرة 26و0 مليون إلكترون فولت ويغادر بها الشمس، حيث يكاد أن يكون لا يتفاعل مع المادة.
ويتفاعل البوزيترون مع أحد الإكترونات e−, طبقا لتفاعل إفناء إلكترون-بوزيترون، وفي هذا التفاعل يتحول الاثنان بالكامل إلى طاقة، أي تتحول كتلة الإلكترون والبوزيترون إلى شعاعين من أشعة غاما التي تنطلق في صورة طاقة.
e+ + e− → 2γ + 1,022 MeV
ويمكن للديوتيريوم الناتج عن تفاعل البروتونين (بهد نحو 4و1 ثانية) أن يتفاعل مع بروتون آخر فيكونان نظير الهليوم الخفيف 3He
.
2H+ + 1H+ → 3He2+ + γ + 5,49 MeV
كما يسري هذا التفاعل الأخير للديوتيريوم أيضا في أجرام سماوية تبلغ كتلتها 12 كتلة من كوكب المشترى، وتتعتبر تلك الكتلة الحد الأصغر لنشأة النجوم الصغيرة المسماة الأقزام البنية.

## التفاعلات التسلسلية الأساسية
توجد ثلاثة تفاعلات متسلسة أساسية ينتج عنها الهيليوم-4 في الطبيعة. وكل منها يبدأ
عند درجة حرارة معينة تخصه. وتجري في الشمس الثلاثة تفاعلات الآتية بحسب أغلبيتها :
- تفاعل بروتون-بروتون (الأول) : 91%
- تفاعل بروتون-بروتون (الثاني) : 9%
- تفاعل بروتون-بروتون (الثالث) : 0,1%

### تفاعل بروتون-بروتون I
بعد نحو 106 سنة
تندمج نواتين من الهيليوم-3 لتكوين نواة الهليلوم-4 (جسيم ألفا) مع تحرر 2 بروتون. وتلك تدخل في تفاعلات تالية.
3He2+ +3He2+ → 4He2+ + 1H+ + 1H+ + 12,86 MeV
وطبقا لتفاعلات البدء (أنظر أعلاه) حيث تتكون نواتين من الهيليوم-3 وتدخلان في التفاعل الثالث لتكوين الهيليوم-4، يصحبه انطلاق طاقة (مع طرح الطاقة التي تحملها النيوترينوات وينطلق بها)، تنتج طاقة إجمالية قدرها (المجموع) :
2×(0,42) MeV
+ 1,022 MeV
+(5,49 -0,26) MeV
+
12,86 MeV
= 26,204 MeV
أي نحو (≈ 4,20·10−12 جول).
يغلب سريان التفاعل بروتون-بروتون (الأول) في درجة حرارة بين 10 إلى 14 مليون كلفن. وينتج عند درجات حرارة أقل من ذلك قليل من الهيليوم-4.

### تفاعل برتون-بروتون II

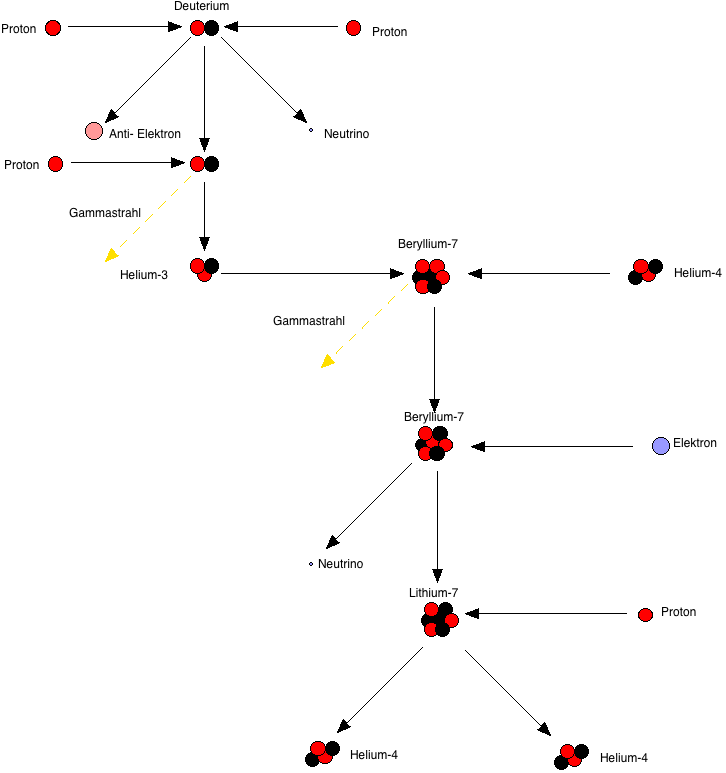
Proton-Proton-II-Reaktion

في التفاعل بروتون-بروتون II يعمل الهيليوم-4 الذي سبق أنتاجه كعامل مساعد لسير التفاعل بين الهيليوم-3 لإنتاج أنوية هيليوم-4 أخرى.
| 3He2+ + 4He2+ | ← 7Be4+ + γ     | + 1,59 MeV  |
| 7Be4+ + e−    | ← 7Li3+ + νe    |             |
| 7Li3+ + 1H+   | ← 4He2+ + 4He2+ | + 17,35 MeV |

يجري التفاعل بروتون-بروتون الثاني أساسا بين درجة حرارة 14 - 23 مليون كلفن, حيث تحتفظ 90% من النيوترينوات الناتجة من التفاعل الثاني 86و0 مليون إلكترون فولت بينكا تحتفظ ال 10 % من النيوترينوات الأخرى 38و0 مليون إلكترون فولت وهذا يعتمد على نسبة الليثيوم-7
.التي توجد في الحالة القاعية أو في حالة إثارة.

### تفاعل بروتون-بروتون III

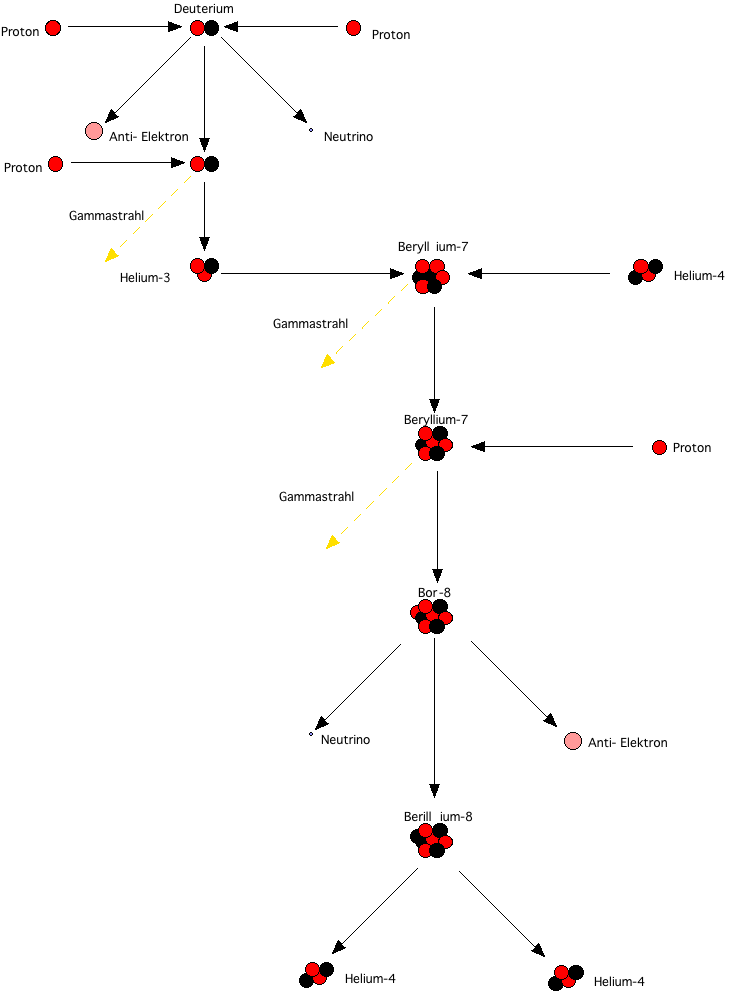
Proton-Proton-III-Reaction

في تلك المرحلة أيضا تعمل إحدى الأنوية 4He كمحفز لسير التفاعل :
| 3He2+ + 4He2+ | ← 7Be4+ + γ       | + 1,59 MeV |
| 7Be4+ + 1H+   | ← 8B5+ + γ        | + 0,14 MeV |
| 8B5+          | ← 8Be4+ + e+ + νe |            |
| 8Be4+         | ← 4He2+ + 4He2+   |            |

يغلب التفاعل بروتن-بروتون III عند درجات حرارة أعلى من 23 مليون كلفن.
يتخلل تفاعل إنتاج الهيليوم-4 تكون أنوية عناصر أثقل وسطية مثل البريليوم (Be-7، Be-8) والبور (B-8) ، ولكنها غير مستقرة وسرعان ما تتحلل لإنتاج الهيليوم-4.
يعتبر هذا التفاعل ليس من التفاعلات الرئيسية في إنتاج طاقة الشمس حيث أن درجة حرارتها ليست بهذا العلو، إلا أن هذا التفاعل يلعب دور هاما احل مشكلة النيوترينوات الشمسية (أنظر تذبذب النيوترينو)، حيث ينتج هذا التفاعل نيوترينوات ذات طاقة عالية تقترب من 14 مليون إلكترون فولت (تسمى هذه (نيوترينوات 8B)). ويمكن لعدادات البيوترينوات على الأرض عد تلك النيوترينوات بطريقة أكفأ عن عدّها للنيوترينوات ذات طاقة صغيرة.

## إنتاج الطاقة
بمقارنة كتلة ذرة الهيليوم-4 الناتجة بمجموع كتل الأربعة ذرات الهيدروجين الداخلة في التفاعل يتبين وجود نقص الكتلة يساوي 0.0007 أو 0.7 %، وهو نقص في كتلة ذرات الهيدروجين. وقد تحول هذا النقص في الكتلة إلى طاقة، في صورة أشعة غاما ونيوترينوات خلال المراحل المختلفة من التفاعلات. وكما رأينا أعلاه تبلغ الطاقة الناتجة الإجمالية لسلسلة واحدة من التفاعلات 26.73 ميجا إلكترون فولت .
والطاقة الناتجة على هيئة أشعة غاما هي وحدها التي تتفاعل مع إلكترونات وبروتونات وتقوم بتسخين باطن الشمس. وتلك الحرارة والضغط التي تنتجه هي التي تقاوم قوي الجاذبية على الشمس التي تعمل على تقلص وانهيار الشمس على نفسها.
ولكن النيوترينوات لا تتفاعل مع المادة بطريقة كافية ولذلك فهي لا تساعد على عدم انهيار الشمس على نفسها تحت فعل الجاذبية. وتغادر النيوترينوات الناتجة من المراحل الثلاثة لتفاعل بروتون-بروتون الشمس حاملة معها النسب 2% و 4% و 3و28% على التوالي من الطاقة الكلية الناتجة خلال تلك التفاعلات.
وما ينطبق على الشمس من تلك الوجهة ينطبق أيضا على النجوم التي تقترب كتلتها من كتلة الشمس أو تكون كتلتها أصغر من كتلة الشمس. تستمد تلك النجوم طاقتها من التفاعلات الموصوفة هنا وهي تفاعلات البروتن-بروتون. أما النجوم ذات كتلة أكبر من الشمس فإن تلك التفاعلات يصاحبها أيضا ما يسمى دورة CNO وهي دورة تفاعلات يُنتج خلالها الكربون C والنيتروجين N والأكسجين O، ذلك لأن كتلة النجم الكبيرة تتسبب في ارتفاع كبير في درجة حرارة قلب النجم، مما يسمح بسريان تلك التفاعلات التي لا تتم إلا في درجات حرارة أعلى من درجة حرارة تفاعل البروتون-بروتون.